# Heidi Greni

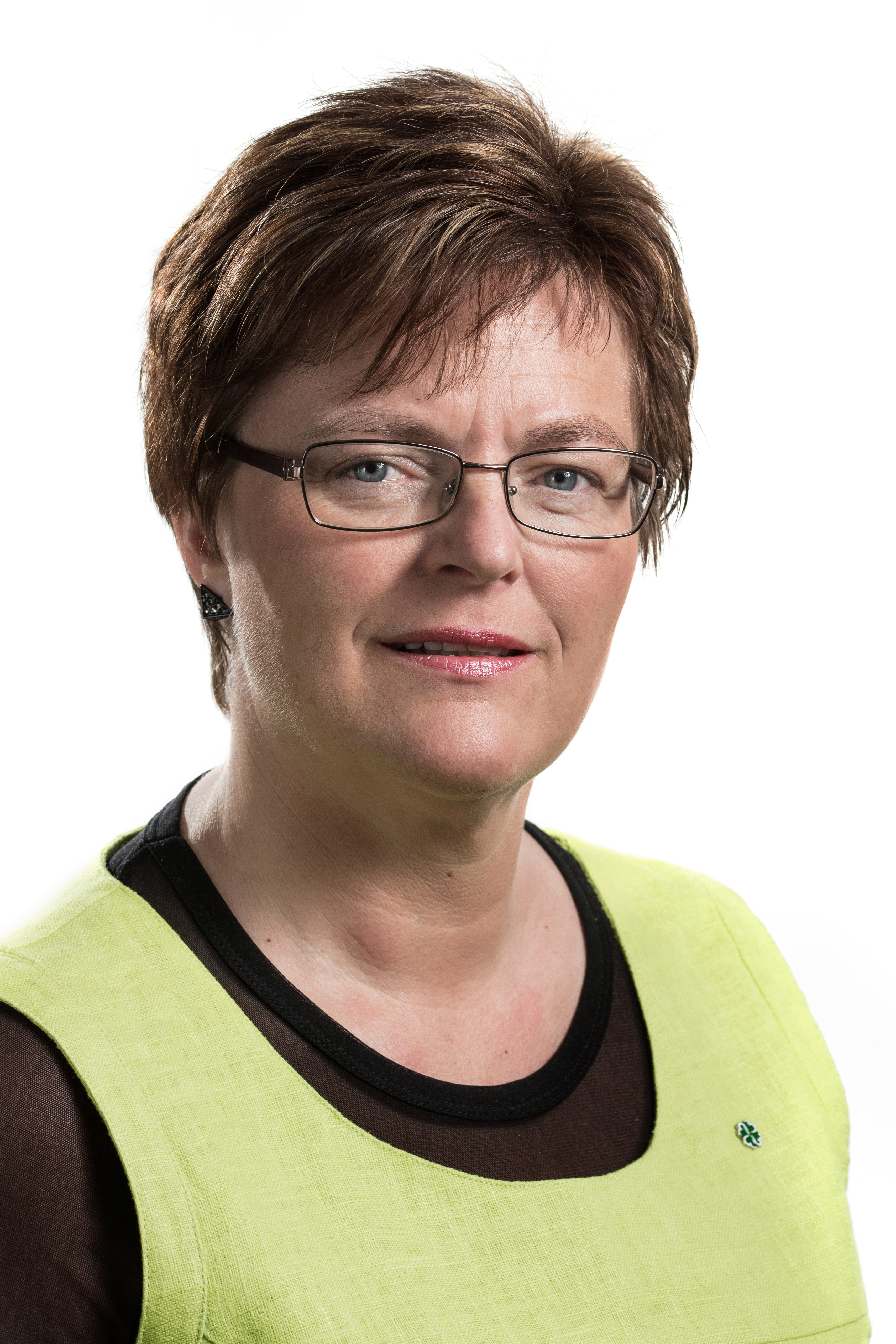
Heidi Greni, 2013

Heidi Greni (* 3. Juli 1962 in Holtålen) ist eine norwegische Politikerin der Senterpartiet (Sp). Seit 2011 ist sie Abgeordnete im Storting.

## Leben
Nach dem Abschluss ihrer Ausbildung begann Greni 1987 in einem Lebensmittelmarkt in Ålen, in ihrer Heimatkommune Holtålen, zu arbeiten. Sie war dort bis 2011 tätig. Von 2003 bis 2019 war sie Mitglied im Kommunalparlament von Holtålen, 2011 wurde sie zur Bürgermeisterin gewählt. Damit übernahm in der Kommune nach 104 Jahren erstmals jemand, der nicht der sozialdemokratischen Arbeiderpartiet angehörte, das Bürgermeisteramt. In ihrer Position als Bürgermeisterin blieb sie allerdings nur kurzzeitig, da sie im März 2011 im norwegischen Nationalparlament Storting tätig wurde.
Bei der Parlamentswahl 2009 verpasste Greni den direkten Einzug ins Storting und wurde erste Vararepresentantin, also die Ersatzabgeordnete ihrer Partei im Wahlkreis Sør-Trøndelag. Als solche kam sie schließlich von März 2011 bis September 2013 zum Einsatz, da Parteikollege Ola Borten Moe als Mitglied der Regierung sein Mandat ruhen lassen musste. Bei der Wahl 2013 zog sie schließlich direkt ins Storting ein. Seitdem vertritt Greni dort den Wahlkreis Sør-Trøndelag. Seit April 2011 ist sie Mitglied im Kommunal- und Verwaltungsausschuss des Parlaments. Von Januar bis April 2020 übernahm sie vorübergehend das Amt der vierten Parlamentsvizepräsidentin von Parteikollege Nils T. Bjørke.
Nach der Stortingswahl 2021 wurde Greni zweite stellvertretende Vorsitzende des Kommunal- und Verwaltungsausschusses. Im September 2023 wurde sie Mitglied im Fraktionsvorstand. Im Vorfeld der Parlamentswahl 2025 erhielt sie keinen Platz auf der Senterpartiet-Wahlliste in Sør-Trøndelag.